# Giovanni Romano (architetto)
Giovanni Romano (Acqui Terme, 5 dicembre 1905 – Milano, 15 ottobre 1990) è stato un architetto italiano.
Ha fatto parte di un gruppo di architetti razionalisti di Milano che ha introdotto in Italia i principi del Movimento Moderno. Tra i suoi principali lavori, il Centro Svizzero di Milano, con Armin Meili, e la sede della Società Umanitaria, con Ignazio Gardella.

## Biografia
Dopo essersi iscritto nel 1924 alla scuola di Architettura del Politecnico di Milano, si laurea nel 1928 in architettura. Lì conosce il coetaneo Ignazio Gardella con cui collabora in seguito.
L’amicizia tra i due si salda all’interno di Casabella, rivista internazionale di architettura, in cui Romano conosce Giuseppe Pagano e Edoardo Persico.
Partecipa con Franco Albini nel 1935 al concorso per la ristrutturazione dell'ex  Fortezza di Savona e nel 1936 all’allestimento dello Sala dell'Oreficeria Antica alla VI Triennale di Milano. Partecipa con Ignazio Gardella e Franco Albini assieme al gruppo degli architetti razionalisti milanesi alla stessa VI Triennale alla Mostra sull’Abitazione, al progetto di Milano Verde nella Zona Fiera Sempione nel 1938 e al progetto del Palazzo dell'Acqua e della Luce a Roma all’ E42 nel 1939.
Fa parte della Resistenza italiana dal 1943 al 1945.
Dal 1945 diventa membro ufficiale del gruppo italiano del Congresso internazionale di architettura moderna (CIAM) e membro del Movimento di studi per l’architettura (MSA).
Collabora nel 1945 al Piano AR Architetti Riuniti per la Milano della ricostruzione; nel 1948
partecipa alla realizzazione del QT8 Quartiere sperimentale della VIII Triennale e nello stesso anno al Concorso per il Centro Direzionale con il Gruppo CIAM (F. Albini, P. Bottoni, L. Belgiojoso, G. Mucchi, E. Peressutti, G. Pollini, M. Pucci, G. Romano).
È padre dell'urbanista Marco Romano.

## Opere e progetti
- 1932 - Scuola elementare al rione Malpensata di Lecco, con Paolo Clausetti.
- 1937 - Scuola Svizzera di Milano con Aldo Lucchini e Antonio Maiocchi
- 1947-57 - Nuova sede della Società Umanitaria a Milano[1].
- 1947-52 - Centro Svizzero di Milano con Armin Meili[2][3]
- 1958-60 - Chiesa di Santa Maria Giuseppa Rossello a Savona con Cesare Fera
- 1961-64 - Strada a scorrimento veloce "Sopraelevata" di Genova con Fabrizio de Miranda
- 1962-66 - Palazzo di Giustizia di Genova
- 1966-82 - Centro Scolastico 2 Giugno della Spezia con Aldo Favini.